# Centroina whian
Centroina whian är en spindelart som först beskrevs av Norman I. Platnick 2000.  Centroina whian ingår i släktet Centroina och familjen Lamponidae.
Artens utbredningsområde är New South Wales. Inga underarter finns listade i Catalogue of Life.